# Mini Jakobsen
Jahn Ivar Jakobsen, becenevén Mini, (Gravdal, 1965. november 8. –) norvég labdarúgó-középpályás, aki többek között a FK Bodø/Glimt és a Rosenborg csapatában játszott.

## Pályafutása

### A válogatottban
Négy mérkőzésen játszott a norvég U21-es együttesben. A felnőtt válogatottban 1988. augusztus 9-én mutatkozott be a Bulgária elleni 1–1-es döntetlen alkalmával.
Összesen 65 mérkőzésen lépett pályára a norvég nemzeti csapatban, és 11 gólt szerzett. Részt vett az 1994-es és az 1998-as világbajnokságon.

## Sikerei, díjai
Rosenborg
- Norvég bajnokság (7): 1988, 1990, 1995, 1996, 1997, 1998, 1999[1]
- Norvég kupa (4): 1988, 1990, 1995, 1999[1]

### Egyéni
- Eliteserien-gólkirály: 1989